# Cyrille Tahay
Cyrille Tahay (Wellin, 30 oktober 1938 - Comblain-au-Pont, 23 oktober 2021) was een Belgisch lid van het Waals Parlement.

## Levensloop
Beroepshalve werd Tahay leraar wiskunde. In oktober 1982 werd hij voor de PSC (vanaf 2002 cdH genaamd) verkozen tot gemeenteraadslid van Comblain-au-Pont, waar hij van 1988 tot 2004 burgemeester was. Van 1995 tot 1999 was Tahay namens het arrondissement Luik eveneens lid van het Waals Parlement en van het Parlement van de Franse Gemeenschap. Bij de verkiezingen van 1999 stelde hij zich geen kandidaat.